# 4194 Sweitzer
4194 Sweitzer (1982 RE) là một tiểu hành tinh vành đai chính được phát hiện ngày 15 tháng 9 năm 1982 bởi Ted Bowell ở trạm Anderson Mesa thuộc Đài thiên văn Lowell.